# Ken Daneyko
Kenneth Stephen Daneyko (né le 17 avril 1964 à Windsor en Ontario au Canada) est un défenseur canadien d'origine ukrainienne de hockey sur glace professionnel. Il a joué dans plusieurs ligue mais dans la Ligue nationale de hockey, il ne joue que pour les Devils du New Jersey. Daneyko était surnommé Mr. Devil.

## Carrière en club
Il commence à jouer au hockey à la fin des années 1970 dans les ligues mineures de hockey du Canada (dans la Saskatchewan) puis dans la Ligue de hockey de l'Ouest avant de se présenter au repêchage de 1982. Il est alors choisi par les Devils en tant que premier choix (18e joueur choisi au total).
Il partage alors son temps entre la LNH et la franchise associée aux Devils de la Ligue américaine de hockey les Maine Mariners.
La saison 1986-1987 est la première qu'il fait en jouant entièrement pour l'équipe de LNH. Il s'installe comme un défenseur solide qui faisait peur aux attaquants adverses et ceci en raison d'une présence physique importante. Au cours d'un match de hockey, il a reçu un palet dans les dents de devant et perdit une dent ce qui fit de lui un des visages les plus connus de la LNH.
Dans toute sa carrière, Daneyko reçut plus de 2200 minutes de pénalité et il finit cinq saisons avec plus de 200 minutes de pénalité par saison. Malgré tout, il n'était pas connu pour être un grand buteur et a joué 255 matchs de saison régulière sans marquer un seul but (ce qui en soi constitue un record dans la LNH).
À la fin des années 1990, Daneyko avait des problèmes avec l'alcool mais Lou Lamoriello, directeur général des Devils, l'a envoyé en cure de désintoxication. Une fois sa cure finie, il fit son retour dans la LNH et joua tous les matchs des séries éliminatoires de 2000 avec à la clé la conquête de la Coupe Stanley pour les Devils et le trophée Bill-Masterton pour Daneyko.
Avec Scott Stevens, il a fait partie de la solide base défensive des Devils qui les a mené à trois reprises à la Coupe Stanley (1995, 2000 et 2003). De plus, il convient de remarquer qu'entre 1983 et sa retraite, il n'a manqué qu'un seul match de séries éliminatoires disputés par les Devils. En effet, il fut mis de côté pour un match des séries de 2003 et les Devils perdirent le match sans lui.
Aujourd'hui, Daneyko n'a pas quitté le monde des Devils et est commentateur des matchs des Devils pour Fox Sports Net.
Le 24 mars 2006, les Devils ont retiré le numéro 3 de Daneyko.

## Statistiques de carrière
| Saison     | Équipe                   | Ligue      |       | Saison régulière | Saison régulière | Saison régulière | Saison régulière | Saison régulière |   | Séries éliminatoires | Séries éliminatoires | Séries éliminatoires | Séries éliminatoires | Séries éliminatoires |
| Saison     | Équipe                   | Ligue      | PJ    | B                | A                | Pts              | Pun              | PJ               | B | A                    | Pts                  | Pun                  |                      |                      |
| 1979-1980  | Terriers de Yorkton      | LHJS       | -     | 1                | 20               | 21               | 0                |                  |   |                      |                      |                      |                      |                      |
| 1979-1980  | Americans de Great Falls | LHOu       | 1     | 0                | 0                | 0                | 0                |                  |   |                      |                      |                      |                      |                      |
| 1980-1981  | Flyers de Spokane        | LHOu       | 62    | 6                | 13               | 19               | 140              | 4                | 0 | 0                    | 0                    | 0                    |                      |                      |
| 1981-1982  | Flyers de Spokane        | LHOu       | 26    | 1                | 11               | 12               | 147              |                  |   |                      |                      |                      |                      |                      |
| 1981-1982  | Breakers de Seattle      | LHOu       | 38    | 1                | 22               | 23               | 151              | 10               | 1 | 9                    | 10                   | 42                   |                      |                      |
| 1982-1983  | Breakers de Seattle      | LHOu       | 69    | 17               | 43               | 60               | 150              | 4                | 1 | 3                    | 4                    | 14                   |                      |                      |
| 1983-1984  | Devils du New Jersey     | LNH        | 11    | 1                | 4                | 5                | 17               |                  |   |                      |                      |                      |                      |                      |
| 1983-1984  | Blazers de Kamloops      | LHOu       | 19    | 6                | 28               | 34               | 52               | 17               | 4 | 9                    | 13                   | 28                   |                      |                      |
| 1984-1985  | Mariners du Maine        | LAH        | 80    | 4                | 9                | 13               | 206              | 11               | 1 | 3                    | 4                    | 36                   |                      |                      |
| 1984-1985  | Devils du New Jersey     | LNH        | 1     | 0                | 0                | 0                | 10               |                  |   |                      |                      |                      |                      |                      |
| 1985-1986  | Mariners du Maine        | LAH        | 21    | 3                | 2                | 5                | 75               |                  |   |                      |                      |                      |                      |                      |
| 1985-1986  | Devils du New Jersey     | LNH        | 44    | 0                | 10               | 10               | 100              |                  |   |                      |                      |                      |                      |                      |
| 1986-1987  | Devils du New Jersey     | LNH        | 79    | 2                | 12               | 14               | 183              |                  |   |                      |                      |                      |                      |                      |
| 1987-1988  | Devils du New Jersey     | LNH        | 80    | 5                | 7                | 12               | 239              | 20               | 1 | 6                    | 7                    | 83                   |                      |                      |
| 1988-1989  | Devils du New Jersey     | LNH        | 80    | 5                | 5                | 10               | 283              |                  |   |                      |                      |                      |                      |                      |
| 1989-1990  | Devils du New Jersey     | LNH        | 74    | 6                | 15               | 21               | 216              | 6                | 2 | 0                    | 2                    | 21                   |                      |                      |
| 1990-1991  | Devils du New Jersey     | LNH        | 80    | 4                | 16               | 20               | 249              | 7                | 0 | 1                    | 1                    | 10                   |                      |                      |
| 1991-1992  | Devils du New Jersey     | LNH        | 80    | 1                | 7                | 8                | 170              | 7                | 0 | 3                    | 3                    | 16                   |                      |                      |
| 1992-1993  | Devils du New Jersey     | LNH        | 84    | 2                | 11               | 13               | 236              | 5                | 0 | 0                    | 0                    | 8                    |                      |                      |
| 1993-1994  | Devils du New Jersey     | LNH        | 78    | 1                | 9                | 10               | 176              | 20               | 0 | 1                    | 1                    | 45                   |                      |                      |
| 1994-1995  | Devils du New Jersey     | LNH        | 25    | 1                | 2                | 3                | 54               | 20               | 1 | 0                    | 1                    | 22                   |                      |                      |
| 1995-1996  | Devils du New Jersey     | LNH        | 80    | 2                | 4                | 6                | 115              |                  |   |                      |                      |                      |                      |                      |
| 1996-1997  | Devils du New Jersey     | LNH        | 77    | 2                | 7                | 9                | 70               | 10               | 0 | 0                    | 0                    | 28                   |                      |                      |
| 1997-1998  | Devils du New Jersey     | LNH        | 37    | 0                | 1                | 1                | 57               | 6                | 0 | 1                    | 1                    | 10                   |                      |                      |
| 1998-1999  | Devils du New Jersey     | LNH        | 82    | 2                | 9                | 11               | 63               | 7                | 0 | 0                    | 0                    | 8                    |                      |                      |
| 1999-2000  | Devils du New Jersey     | LNH        | 78    | 0                | 6                | 6                | 98               | 23               | 1 | 2                    | 3                    | 14                   |                      |                      |
| 2000-2001  | Devils du New Jersey     | LNH        | 77    | 0                | 4                | 4                | 87               | 25               | 0 | 3                    | 3                    | 21                   |                      |                      |
| 2001-2002  | Devils du New Jersey     | LNH        | 67    | 0                | 6                | 6                | 60               | 6                | 0 | 0                    | 0                    | 8                    |                      |                      |
| 2002-2003  | Devils du New Jersey     | LNH        | 69    | 2                | 7                | 9                | 33               | 13               | 0 | 0                    | 0                    | 2                    |                      |                      |
| Totaux LNH | Totaux LNH               | Totaux LNH | 1 283 | 36               | 142              | 178              | 2 516            | 175              | 5 | 17                   | 22                   | 296                  |                      |                      |